# 밀렌 도브레프
밀렌 아타나소프 도브레프(불가리아어: Милен Атанасов Добрев, 1980년 2월 22일~2015년 3월 21일)는 불가리아의 역도 선수이다. 2004년 하계 올림픽에서 남자 미들헤비급 금메달을 획득했다.